# Prisoners of rock 'n' roll
Prisoners of rock 'n' roll is een lied dat werd geschreven door Neil Young. Samen met Crazy Horse bracht hij het in 1987 uit op hun album Life. 

## Achtergrond
Begin jaren tachtig was het succes van Young tanende en was ook de relatie met zijn platenmaatschappij niet goed. Een getuige van dat laatste is het nummer Surfer Joe and Moe the Sleaze waarmee hij twee directeuren van Warner/Reprise op de hak nam.
Hierna tekende hij een contract bij Geffen Records en begon hij te experimenteren met diverse muziekstijlen. Eerst kwam hij met spacerock (Trans, 1982), daarna met rockabilly (Everybody's rockin', 1983), vervolgens met countrymuziek (Old ways, 1985) en toen synthpop (Landing on water, 1986). Tussen de laatste twee albums begon platenbaas David Geffen zelfs een rechtszaak omdat hij vond dat Youngs muziek niet commercieel was en te veel afweek van zijn vroegere werk.
In 1987 keerde Young terug op zijn schreden en werd hij opnieuw begeleid door zijn vroegere band Crazy Horse. Hieruit volgde het album Life waarvan ook Prisoners of rock 'n' roll afkomstig is. Met de titel van dit lied verwijst hij naar het hokje van de rock-'n-roll waarin de platenbazen hem gevangen wilden houden.

## Tekst en muziek
De muziek in Prisoners of rock 'n' roll past goed in de traditie van Crazy Horse. Ondanks de terugkeer naar zijn oude rocktraditie, haalt Young toch nog uit naar de platenbazen die hem hebben geprobeerd te kooien. Voorbeelden zijn passages als: We never listen to the record company man; en We don't want to be watered down, taking orders from record company clowns.
Op het album maakt dit nummer deel uit van drie opeenvolgende nummers die als een trilogie gezien kunnen worden. De andere twee zijn Too lonely en Cryin' eyes. Naast de volgorde lijken de nummers vanwege hun ruwe karakter bij elkaar te horen. De andere nummers zijn namelijk gepolijster. Een andere overeenkomst is het thema van mensen die hun eigen ding doen en niet snel iets van een ander aannemen. 

## Covers
Er verschenen verschillende covers van het nummer, zoals van The Long Ryders die het op de B-kant van hun single Metallic B.O. (1989) plaatsten en van de Belgische band De Bossen die het als derde nummer toevoegde aan de single Diver! (2000). Verder verschenen versies op muziekalbums, zoals van de Canadese samenwerking tussen Art Bergmann en One Free Fall  (Borrowed tunes, 1994) en de Noorse formatie Electric Jam Soul Aquarium (Everybody knows this is Norway, 2001).